# Гласс, Чарлз Эдвард
Чарлз Эдвард Гласс (англ. Charles Edward Glass; 24 мая 1934, Нью-Йорк — 23 февраля 1998, Сан-Мигель-де-Альенде, Мексика) — американский собиратель и исследователь кактусов, основатель и редактор периодического печатного издания «Cactus & Succulent Journal» в течение 27 лет с 1966 по 1992 год.
Большинство таксонов Чарлз Эдвард Гласс описал в период между 1966 и 1992 годами совместно с Робертом Фостером.
Первым растением, описанным в 1966 году Чарлзом Глассом была маммиллярия Сабо (Mammillaria saboae). Вид был назван в честь его друга Китти Сабо.
Гласс и Уолтер Альфред Фиц-Морис (англ. Walter Alfred Fitz Maurice) первыми описали род Geohintonia (Glass & Fitz Maurice 1991). Последним растением, которое в 1992 году описал Гласс (совместно с Уолтером Альфредом Фиц-Морисом) был ацтекиум Хинтона (Aztekium hintonii). Они назвали его в честь первооткрывателя этого растения, Джорджа Себастьяна Хинтона.
В 1991 году Гласс переехал в Мексику в качестве куратора кактусов и других суккулентов и гербария в Эль-Чарко-дель-Инґенио, ботанических садов в Сан-Мигель-де-Альенде в штате Гуанахуато, Мексика.
Он издал множество книг, в том числе иллюстрированную энциклопедию кактусов, в соавторстве с Клайвом Иннесом.
Чарлз Гласс принимал активное участие в Американском союзе кактусов и суккулентов (англ. The Cactus and Succulent Society of America, CSSA). Он стал членом Международной организации по изучению суккулентных растений (IOS) в 1964 году.
Ботанические таксоны, которые он описал, в ботанической номенклатуре обозначены сокращением Glass.
Чарлз Гласс скончался от сердечно-лёгочной недостаточности в Сан-Мигель-де-Альенде 23 февраля 1998 года.
В честь Чарлза Гласса названа, открытая в 1968 году Робертом Фостером Mammillaria glassii.